# Cincuenta y dos
El cincuenta y dos (52) es el número natural que sigue al cincuenta y uno y precede al cincuenta y tres.

## Propiedades matemáticas
- Es un número compuesto, que tiene los siguientes factores propios: 1, 2, 4, 13 y 26. Como la suma de sus factores es 46 < 52, se trata de un número defectivo.
- 6.º número de Bell.

## Características
- 52 es el número atómico del telurio.
- Un año tiene 52 semanas y un día (52 semanas y dos días en el caso de un año bisiesto).
- En el piano moderno , el número de teclas blancas.
- Es el código telefónico internacional de México.
- La baraja francesa consta de 52 cartas, sin incluir los comodines.

- Datos: Q712995
- Multimedia: 52 (number) / Q712995